# 東京BTH〜TOKYO BLOOD TYPE HOUSE〜
『東京BTH〜TOKYO BLOOD TYPE HOUSE〜』は、2018年12月7日からAmazonプライム・ビデオにて配信されているシチュエーション・バラエティ・ドラマ。

## 概要
大雑把な性格のゴロー(稲垣吾郎)と神経質なジュン(要潤)とクールで合理的なリョウ(勝地涼)の3人が暮らすシェアハウス。そこに次々とやってくる個性的な入居希望者たちと繰り広げられる会話は、果たしてどこまでが台本で、どこからがアドリブなのか！？俳優たちの「素」が垣間見える新感覚のドラマ。

## 出演者
- 稲垣吾郎 /ゴロー役
- 要潤 / ジュン役
- 勝地涼 / リョウ役

## 主題歌
稲垣吾郎『SUZUNARI』
- 作詞：川谷絵音
- 作曲：川谷絵音
- 編曲：(PRODUCE) RED

## スタッフ
- オープニングナレーター：佐藤貴史
- 企画：工藤浩之、鈴木おさむ
- 脚本：鈴木おさむ、オークラ、吉井三奈子、山田能龍、竹村武司
- 監督：中村太洸
- スタイリスト：黒澤彰乃（稲垣吾郎担当）、今井聖子（要潤担当）、上井大輔（勝地涼担当）
- ヘアメイク：金田順子（稲垣吾郎担当）、佐々木麻里子（要潤担当）、小口あづさ（勝地涼担当
- 編集：田端華子
- MA：吉田ゐさお
- 技術協力：APEX、アクティブシネクラブ
- 美術協力：フジアール
- ロケ地協力：次男棒
- 制作プロダクション：ケイマックス
- 製作著作：2018東京BTH製作委員会

## 配信リスト・ゲスト
| #      | 配信日   | 内容                         | ゲスト       |
| 2018年 | 2018年   | 2018年                       | 2018年       |
| ------ | -------- | ---------------------------- | ------------ |
| 001    | 12月07日 | 一緒に住むということ         | 柄本時生     |
| 002    | 12月07日 | 同居人はハリウッドスター？   | 森崎ウィン   |
| 003    | 12月07日 | 男と女 その間にあるもの      | 壇蜜         |
| 004    | 12月07日 | 仕事、家族、素顔、そして・・ | 水嶋ヒロ     |
| 005    | 12月07日 | 演技をするということ         | 皆川猿時     |
| 006    | 12月07日 | 芸能界一のクズ、現る         | 蛭子能収     |
| 007    | 12月07日 | 親子ってタイヘンだ           | マリック親子 |
| 008    | 12月07日 | 台本の作り方                 | 根本宗子     |
| 009    | 12月07日 | 緊急事態発生！               | みやぞん     |
| 010    | 12月07日 | さらば友よ                   | 草彅剛       |